# Maria de Bulgària (protovestiària)
Maria de Bulgària, morta després de l'any 1081, va ser l'esposa del protovestiari i domèstic de les escoles Andrònic Ducas i la mare d'Irene Ducena.

## Biografia
Maria era filla de Trajà de Bulgària, nascut cap al 990 a Ocrida, que va ser príncep a la cort de Constantinoble i va morir en aquesta ciutat el 1038, i de Constostèfana Abal·làntia (nascuda cap al 1003 a Ocrida i morta també a Constantinoble). Era la neta de Joan Ladislau de Bulgària, que es va haver de sotmetre a l'emperador romà d'Orient Basili II Bulgaròcton el 1018.
Es va casar amb Andrònic Ducas en una data desconeguda, però abans del 1066. El seu marit era el fill del cèsar Joan Ducas, un de les principals protagonistes de la política de l'imperi en aquell moment, i d'Irene Pegonites. Andrònic també era nebot de Constantí X Ducas i cosí de Miquel VII.
La llarga guerra entre l'Imperi Búlgar governat per Samuel de Bulgària i l'Imperi Romà d'Orient de Basili II, que va durar del 980 al 1018 va estar marcada per l'intent d'expansió de l'imperi búlgar i pel contraatac de Basili II que va vèncer l'enemic a la batalla de Clídion el 1014. Durant els quatre anys següents, Basili va consolidar el seu avanç, facilitat per una guerra civil a Bulgària que enfrontava els successors de Samuel, fins que, quan va prendre Dirràquion el 1018, Joan Ladislau es va rendir. Basili II va buscar la integració de l'antic imperi rival a l'Imperi Romà d'Orient. Va autoritzar els seus nous súbdits a pagar els impostos en espècie, l'Església Ortodoxa Búlgara, encara que va perdre el patriarcat, es va mantenir autocèfala, i Basili va atreure al seu costat els últims grans nobles búlgars amb la concessió de títols i dignitats. Com una de les últimes descendents de la casa reial de Bulgària, Maria va anar a viure a Constantinoble on es va casar amb Andrònic Ducas, i les seves filles Irene i Anna es van casar, l'una amb Aleix I Comnè, i l'altra amb Jordi Paleòleg, matrimonis que van ajudar a establir la legitimitat de l'autoritat de l'imperi sobre Bulgària.
Per ser mare de l'emperadriu Irene Ducena, Maria va tenir alguna influència durant els primers anys del regnat d'Aleix I Comnè, però ella, no estava a gust a la cort imperial i va decidir anar a viure a les seves possessions vora del llac d'Ocrida. En l'L'Alexíada, la seva neta Anna Comnena diu que «venia de l'estirp més noble dels búlgars i tenia les faccions i extremitats tan belles i de proporcions tan harmonioses que en aquell temps no hi havia cap dona que fos més formosa que ella».

## Família
Maria de Bulgària i Andrònic Ducas van tenir quatre fills i tres filles:
- Miquel Ducas, almirall a la flota d'Aleix I Comnè.
- Constantí Ducas, sebast
- Esteve Ducas, sebast
- Joan Ducas, megaduc
- Irene Ducena, casada amb Aleix I Comnè
- Anna Ducena, casada amb Jordi Paleòleg
- Teodora Ducena, que es va fer monja.[3]